# Flávia Gleske
Flavia Alejandra Gleske Fajin, được biết đến với cái tên Flavia Gleske (sinh ngày 15 tháng 5 năm 1978) là một nữ diễn viên và người mẫu người Venezuela.

## Cuộc sống cá nhân
Flavia hẹn hò với nam diễn viên Jerónimo Gil và họ có với nhau hai đứa con, Allison Gil Gleske và Alan Gil Gleske. Tuy nhiên, cặp đôi đã chia tay sau khi Jerónimo chạy xe qua cửa trước căn hộ của Flavia.
Năm 2013, Flavia được chọn tham gia bộ phim telenovela Corazón Esmeralda của Venevisión.

## Đóng phim
| Năm  | Tựa đề                    | Vai trò                     |
| ---- | ------------------------- | --------------------------- |
| 1998 | Así es la vida            | Anabell                     |
| 1999 | Menorada                  | Patty Parker                |
| 2001 | Felina                    | Lula                        |
| 2001 | Một Calzón Quitao         | Lilita                      |
| 2002 | Trant íntimos             | Zoe Guerrero                |
| 2004 | Qué buena se puso Lola!   | Dora Fabiana Estrada        |
| 2005 | Ser bonita no basta       | Topacio Martínez            |
| 2006 | El desprecio              | Clara Inés Santamaría       |
| 2007 | Mi prima Ciela            | Maite Esperanza Muñoz Avila |
| 2009 | Libres como el viento     | Raquel Luciente de Azcárate |
| 2010 | La tees perfecta          | Carolina Toro               |
| 2012 | Válgame Dios              | Dinorah González            |
| 2014 | Corazón Esmeralda         | Fernanda Salvatierra Pérez  |
| 2015 | Piel salvaje              | Octavia Esqu Xoay           |
| 2016 | Entre tu amor y mi amor   | Carmen Aristizabal          |
| 2017 | Ellas aman, ellos mienten | María Teresa Díaz           |